# TextSecure
TextSecure é um aplicativo móvel de mensagens instantâneas para smartphones que permite utilizar criptografia para proteger as mensagens. Além de mensagens de texto, os usuários podem também enviar mensagens multimídia. O software cliente está disponível para Android e está sendo portado para iOS.